# Hans Hoetink
Hendrik Richard (Hans) Hoetink (Utrecht, 12 februari 1929 – Den Haag, 20 juni 2019) was een Nederlands kunsthistoricus en directeur van het Mauritshuis.

## Biografie
Hoetink was de zoon van jurist prof. mr. Henk Hoetink (1900-1963) en Johanna Cornelia Gertges (1897-1986). Hij trouwde met Jacomina Louise Gilberte ter Meulen, dochter van Willem ter Meulen (1909-1998), directeur van de Nederlandsche Lloyd en telg uit het assuradeurengeslacht Ter Meulen, met wie hij een dochter en een zoon kreeg.
Hoetink studeerde in 1959 af in de kunstgeschiedenis aan de Universiteit van Amsterdam, waar zijn vader aan verbonden was. Daarna was hij assistent van hoogleraar I.Q. van Regteren Altena waarna hij in 1963 conservator bij Museum Boijmans Van Beuningen werd en verscheidene tekeningencatalogi verzorgde. In 1963 verzorgde hij, voor zover bekend zijn eerste publicatie, de inleiding bij een catalogus van het werk van Hendrik Chabot in Boijmans.
Vanaf 1 januari 1972 was hij directeur van het Haagse Mauritshuis, en van het onder hetzelfde beheer vallende Museum H.W. van Mesdag, waarvan hij op 27 april 1991 afscheid nam. Onder zijn directoraat kwam de aanzienlijke verbouwing van het museum tot stand en startte het museum met het aantrekken van grote en belangrijke sponsoren ter verkrijging van een gezonde financiële positie. Heropening van het vernieuwde museum vond plaats door koningin Beatrix in juni 1987, waarbij tevens de moderne plafondschildering van Ger Lataster in de Trapzaal onthuld werd. Daarnaast kon onder zijn directoraat de staf uitbreiden en kwamen belangrijke exposities tot stand, zoals die over Jacob van Ruisdael (1981) en Hollandse meesters uit Amerika (1990). Wetenschappelijk medewerker Ben Broos (1944-2019), die enkele maanden na Hoetink overleed, verzorgde onder Hoetinks directoraat de belangrijkste catalogi. Hoetink werkte mee aan een catalogus en expositie over Johan Maurits van Nassau-Siegen (1604-1679) bij diens 300e sterfdag. In 1989 stelde hij de bundel Gezicht op het Mauritshuis. Poëtische visies op een uitzonderlijk museum samen waarin schrijvers en kunstenaars hun visie gaven op werken uit de collectie van het museum. Bij zijn afscheid werd hem een bundel aangeboden door zijn medewerkers waarin aandacht wordt gegeven aan wat in zijn periode tot stand kwam, bijvoorbeeld de museumrestauratie, en aan de 32 werken die door het museum in zijn tijd werden aangekocht. Hij werd als directeur opgevolgd door Frits Duparc. Hij werkte tot 1992 mee aan tientallen publicaties op kunsthistorisch gebied.
Hoetink was vanaf 1 oktober 1975 tevens jarenlang directeur van de Stichting Praemium Erasmianum die onder andere de Erasmusprijs toekent. In die hoedanigheid werkte hij mee aan publicaties over Werner Kaegi (1977) en over vier bekroonde poppentheaters (1978). Hij was voorts Officier in de Orde van Oranje-Nassau en begiftigd met de Frans Banninck Cocqpenning van de stad Amsterdam.
Hoetink overleed in 2019 op 90-jarige leeftijd.